# Ел Лаго (Тексас)
Ел Лаго (енгл. El Lago) град је у америчкој савезној држави Тексас. По попису становништва из 2010. у њему је живело 2.706 становника.

## Демографија
Према попису становништва из 2010. у граду је живело 2.706 становника, што је 369 (12,0%) становника мање него 2000. године.
| Група             | 2000.         | 2010.         |
| Белци             | 2.812 (91,4%) | 2.294 (84,8%) |
| Афроамериканци    | 24 (0,8%)     | 44 (1,6%)     |
| Азијати           | 43 (1,4%)     | 41 (1,5%)     |
| Хиспаноамериканци | 155 (5,0%)    | 269 (9,9%)    |
| Укупно            | 3.075         | 2.706         |